# Mănăstirea Tabăra
Mănăstirea Tabăra este o mănăstire de călugărițe din Republica Moldova.